# 泛熱帶界
泛熱帶界或泛熱帶分佈（Pantropical distribution），亦作環熱帶界或環熱帶分佈（Circumtropical distribution），是一個生物地理学的術語，即新热带界和舊熱帶界的合稱，包含兩個半球的热带區域。例子包括動物界的蚓螈類與現代的海牛目物種；而植物的屬包括有相思树属（Acacia）及假马齿苋属（Bacopa）。
在动物地理学，「新热带界」所包含的範圍不單單指南、北美洲的熱帶地域，具體來說包括美洲大部分地域，從北起墨西哥往南到加勒比地區，直至到南美洲最南端的寒南地域；而在植物學，舊熱帶界指一個分類單元地理上必須分佈於旧大陆。然而，在地球植物學中，只有新热带界和舊熱帶界的植物界被結合在一起；第三個熱帶植物王國，即澳新界，並不包括在嚴格的“泛熱帶界”定義上。
根據亚美因·塔赫塔江 (1978)，下列各個植物的科具有泛熱帶分佈：
- 番荔枝科 Annonaceae
- 莲叶桐科 Hernandiaceae Blume (1826), nom. cons.
- 樟科 Lauraceae
- 胡椒科 Piperaceae
- 荨麻科Urticaceae
- 五桠果科 Dilleniaceae
- 四籽树科 Tetrameristaceae
- 西番莲科 Passifloraceae
- 木棉科 Bombacaceae
- 大戟科 Euphorbiaceae
- 红树科 Rhizophoraceae
- 桃金孃科 Myrtaceae
- 漆树科 Anacardiaceae
- 無患子科 Sapindaceae
- 金虎尾科 Malpighiaceae
- 山龙眼科 Proteaceae
- 紫葳科 Bignoniaceae
- 蘭科 Orchidaceae
- 棕榈科 Arecaceae

## 參看
- 舊熱帶界
- 熱帶非洲
- 熱帶亞洲（英语：Tropical Asia）